# Ericeia spilophracta
Ericeia spilophracta là một loài bướm đêm trong họ Erebidae.